# (337380) Lenormand
Pour les articles homonymes, voir Lenormand.
(337380) Lenormand est un astéroïde de la ceinture principale.

## Description
(337380) Lenormand est un astéroïde de la ceinture principale. Il fut découvert le 17 août 2001 à l'observatoire des Pises par Michel Ory. Il présente une orbite caractérisée par un demi-grand axe de 2,39 UA, une excentricité de 0,20 et une inclinaison de 1,8° par rapport à l'écliptique.
Il est nommé d'après Louis-Sébastien Lenormand, inventeur du XIXe siècle connu pour être l'inventeur du parachute et également premier parachutiste.

## Compléments